# Vincent Millot
Vincent Millot (ur. 30 stycznia 1986 w Montpellier) – francuski tenisista.

## Kariera tenisowa
Jako zawodowy tenisista Francuz występuje od 2007 roku.
Ma w swoim dorobku 2 wygrane turnieje z serii ATP Challenger Tour.
W rankingu gry pojedynczej Millot najwyżej był na 135. miejscu (10 października 2016), a w klasyfikacji gry podwójnej na 490. pozycji (8 maja 2017).

### Zwycięstwa w turniejach ATP Challenger Tour w grze pojedynczej
| Końcowy wynik | Nr | Data            | Turniej | Nawierzchnia | Przeciwnik    | Wynik finału     |
| ------------- | -- | --------------- | ------- | ------------ | ------------- | ---------------- |
| Zwycięzca     | 1. | 8 stycznia 2011 | Numea   | Twarda       | Gilles Müller | 7:6(6), 2:6, 6:4 |
| Zwycięzca     | 2. | 26 lipca 2015   | Granby  | Twarda       | Philip Bester | 6:4, 6:4         |